# Glasovir
Glasovir ili klavir (njem. Klavier) jest glazbalo s tipkama koje zvuk proizvodi udarom batića povezana s tipkom u žicu ugođenu na odgovarajući ton. Standardni mu je opseg od tona A u subkontri (A2) do tona C u petoj oktavi (c5), no neki modeli mogu proizvoditi i dublje tonove. Notacija za glasovir u pravilu se piše u dva usporedna crtovlja; donje se crtovlje za lijevu ruku piše u bas-ključu, dok je gornje za desnu ruku u violinskom ključu. Zbog velikih tehničkih i glazbenih mogućnosti glasovir je instrument s vrlo bogatom glazbenom literaturom.
Izvođač glazbe na klaviru zove se pijanist.

## Povijest
Razvio se iz čembala, klavikorda i drugih srodnih instrumenata s tipkama. Opće prihvaćeno mišljenje je da mu je izumitelj Bartolomeo Cristofori 1698.[nedostaje izvor], koji je upotrijebio mehanizam s batićima koji udaraju o žicu, umjesto dotad korištenih mehanizama u instrumentima s tipkama. Na taj način postigao je da jačina tona ovisi o jačini udara prsta na tipku. Zato su se takvi prvi glasoviri nazivali piano e forte (tal. tiho i glasno). Piano e forte je prvi počeo graditi Gottfried Silbermann, njemački graditelj orgulja i instrumenata s tipkama. Njegovi učenici takve su glasovire nastavili proizvoditi i usavršavati u Engleskoj i Beču. Građenje glasovira s tzv. bečkom mehanikom bilo je najmasovnije na prijelazu iz 19. u 20. stoljeće, ali su ih tijekom 20. stoljeća potisnuli oni s tzv. engleskom mehanikom, kakvi se grade i danas.

## Dijelovi glasovira

### Rezonator i okvir
Vanjski dio glasovira čini drveni sanduk koji ima oblik polegnute harfe ili krila. Na njemu je poklopac koji se može otvoriti. Sanduk je postavljen na tri noge, a između prednje dvije se nalaze pedale. Klavijatura je smještena u prednjem, najširem dijelu sanduka. Na dnu sanduka se nalazi drveni rezonator (rezonantna daska) s poprečnim rebrima, koji je građen od posebno birane smrekovine. Unutar sanduka se nalazi i okvir koji je od lijevanog čelika. Preko njega su nategnute žice (cca 220 kom.) koje zajedno stvaraju vrlo veliku napetost, zbog koje je okvir od tako čvrstog materijala. Žice se ugađaju na potreban ton otpuštanjem ili zatezanjem vijaka pravilno poredanih po okviru. Čelične žice dubokih tonova (od A2 do Fis1) otežane su bakrenom žicom namotanom u spiralu kako bi se uopće dobili tako duboki tonovi. Po dvije žice ima svaki ton od G1 do Ais, a po tri sve ostale (H do c5).

### Klavijatura i mehanizam
Glasovirska klavijatura ima 88 tipki, po jednu za svaki ton. Bijele tipke su nekad bile prekrivene slojem bjelokosti, a danas je to najčešće plastika. Na njima se sviraju dijatonski tonovi. Na crnim tipkama, nekad građenim od ebanovine, sviraju se alterirani tonovi.  Pritiskom prsta na tipku pokreće se mehanizam koji gurne batić obložen filcom, te on kratko udara o žicu. Istovremeno djelovanjem istog mehanizma podiže se prigušivač sa žice i ton zazvuči. Micanjem prsta s tipke batić se potpuno vraća, prigušivač pada na žicu pa vibracije utrnu i ona više ne proizvodi ton.

### Pedale
Pedalama se proširuju zvukovne mogućnosti klavira. Najčešće se koristi desna pedala. Njezina funkcija je da odiže sve prigušivače, pa žice mogu slobodno titrati. Tako se produljuje trajanje tonova, povezuju tonovi i s time postižu zvukovni efekti. Lijeva pedala (Una corda) se koristi za postizanje mekog i baršunastog zvuka. Njezinim pritiskanjem se klavijatura pomiče malo u desno zajedno s cijelim mehanizmom, pa batić umjesto u tri žice jednog tona udara u dvije, ili umjesto u dvije u jednu. Srednja pedala se rjeđe koristi i nekada je klaviri nisu ni imali. Njome se drže podignutim prigušivači onih tonova, čije su tipke netom prije pritisnute i s time se postižu posebni tonski efekti. Srednja pedala kod pianina kao pretežno kućnog instrumenta, spušta između batića i žica tzv. moderator filc, koji kod sviranja znatno prigušuje zvuk, kako se kod vježbanja ne bi ometalo susjede.

## Graditelji
Glasovire su kroz povijest gradili brojni graditelji. Kako se klavir usavršavao tako su brojni graditelji nestajali a pojavljivali se novi. Ipak postoje neke tvornice klavira koje su se održale, među njima su najpoznatije: Steinway & Sons, Bösendorfer, Förster, Petrof, Grotrian-Steinweg, Kawai, Yamaha...

## Pijanino
Pijanino je mali oblik klavira koji se razvio radi ekonomičnosti prostora. Njegov rezonator je okomit i manji nego kod klavira, a i žice su mu kraće. Pijanino ima zvuk kao i klavir, samo što zbog kraćih žica i manjeg rezonatora nema istu zvučnost.